# Moss Fotballklubb
El Moss Fotballklubb és un club noruec de futbol de la ciutat de Moss.

## Història
El club va ser fundat el 28 d'agost de 1906. Juga els seus partits al Melløs Stadion, construït el 1939.

## Jugadors destacats
- Erik Holtan (2007)
- Rune Tangen (2005)

## Palmarès
- Lliga noruega de futbol (1): 1987
- Copa noruega de futbol (1): 1983